# 阿木站
阿木站（日语：／ Agi eki */?）是一個位於岐阜縣中津川市阿木的明知鐵道明知線的鐵路車站。

## 車站結構
1面1線的側式月台的地面車站。無人站。

## 相鄰車站
明知鐵道
明知線
飯沼－阿木－飯羽間
1. ↑  曽根悟（監修）. 朝日新聞出版分冊百科編集部（編集） , 编. . 週刊朝日百科. 26号 長良川鉄道・明知鉄道・樽見鉄道・三岐鉄道・伊勢鉄道. 朝日新聞出版. 2011-09-18: 13.